# Sonny Boy Jaro
Sonny Boy Jaro (* 24. März 1982 in Silay City, Philippinen) ist ein philippinischer Boxer im Fliegengewicht.

## Profikarriere
Im Jahre 2001 begann er erfolgreich seine Profikarriere. Am 2. März 2012 boxte er gegen Pongsaklek Wonjongkam um die WBC-Weltmeisterschaft und gewann durch technischen K. o. in Runde 6. Diesen Gürtel verlor er allerdings bereits in seiner ersten Titelverteidigung an Toshiyuki Igarashi im Juli desselben Jahres nach Punkten.